# Promopleus
Promopleus là một chi bọ cánh cứng trong họ 
Elateridae.
Chi này được miêu tả khoa học năm 1966 bởi Laurent.

## Các loài
Chi này có các loài:
- Promopleus elegans Laurent, 1966